# Reflejo de unken

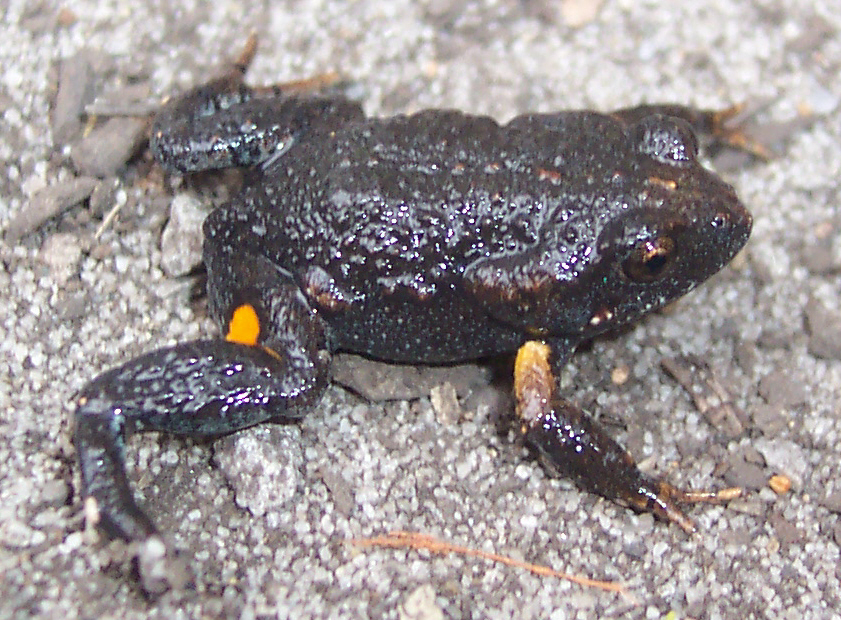
Un individuo de Uperoleia fusca mostrando zonas de la piel que normalmente están ocultas.

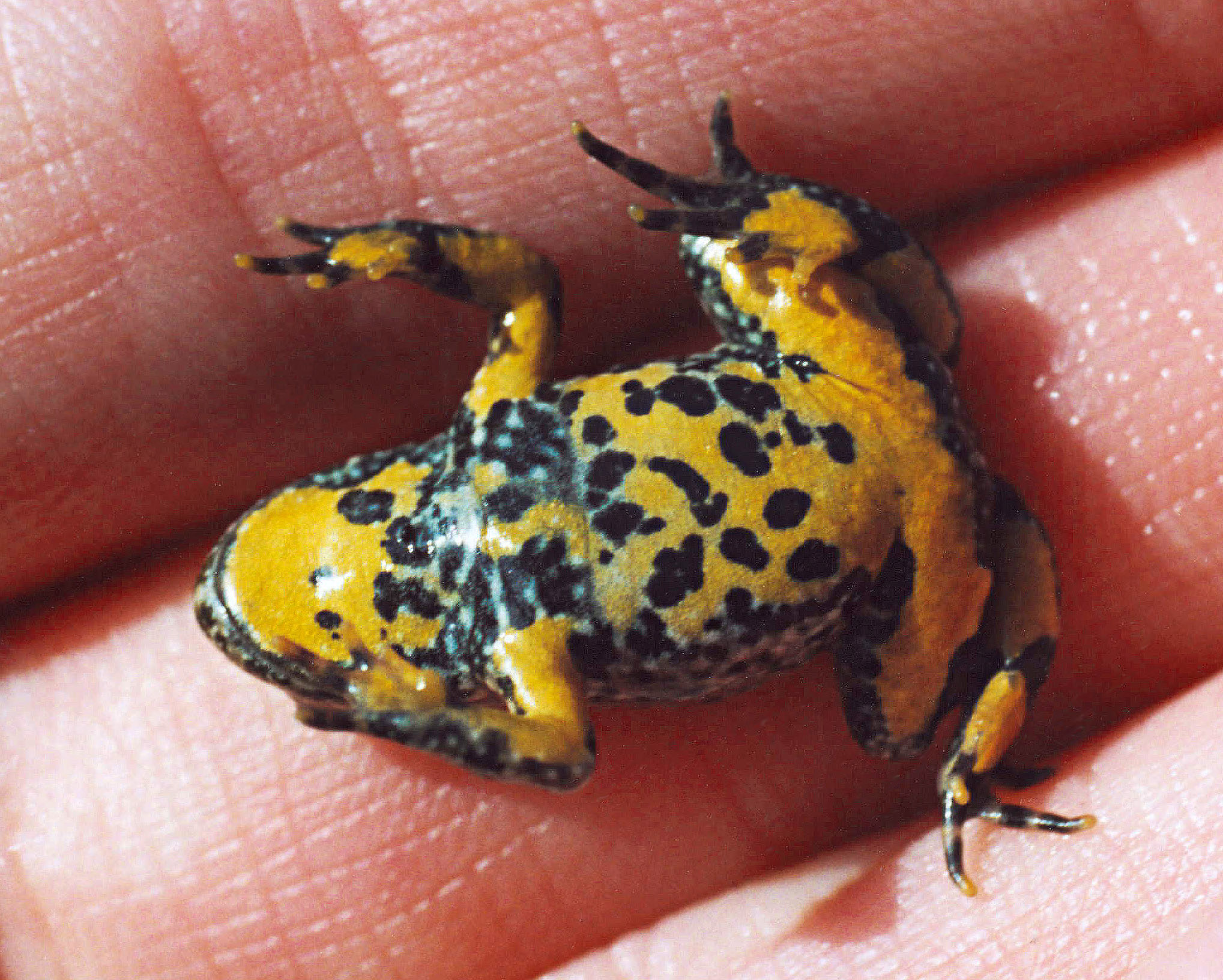
La parte inferior de un sapo de vientre amarillo.

El reflejo de unken (del alemán, Unkenreflex) es una postura de defensa pasiva adoptada por varias especies de anfibios, incluyendo algunos sapos, ranas y salamandras.
Cuando se ven amenazados por los depredadores retuercen sus cuerpos y arquean su espalda y extremidades para exponer los colores aposemáticos de sus vientres, colas o cara interna de sus extremidades, permaneciendo inmóviles durante el reflejo. Los patrones de color suelen ser rojos, amarillos, blancos o negros y sirven como una advertencia visual para sus depredadores de que pueden ser venenosos.
Durante el reflejo de unken pueden además segregar toxinas de las glándulas parótidas de su piel, tensando todo su cuerpo y tragando aire para hincharse y parecer más grandes.
No todos los anfibios que presentan el reflejo de unken tienen colores aposemáticos ni son venenosos y tampoco todos los anfibios que exhiben el reflejo lo hacen con el mismo grado. Por ejemplo, el macho adulto de Rana macrocnemis sólo tuerce parcialmente su cuerpo, sin revelar completamente sus colores ventrales.
El nombre de Unkenreflex proviene de la palabra alemana Unke, nombre común para los sapos de vientre de fuego.